# Bedřich III. ze Šumburka
Bedřich III. ze Šumburka (německy Friedrich III. von Schönburg, † 21. ledna 1310) byl český šlechtic z durynsko-saského šlechtického rodu Šumburků (Schönburgů), pán na Schönburgu.

## Život

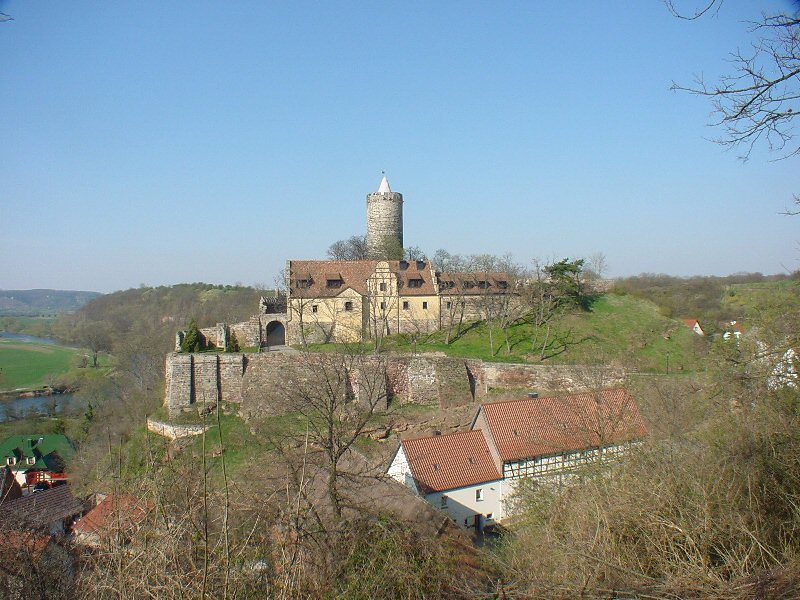
Hrad Schönburg na řece Sále nedaleko Naumburgu

Narodil se jako syn Bedřicha I. ze Šumburka († 24. června 1291) a jeho manželky, paní Koldicové z Koldic, vnuk Heřmana III. ze Šumburka († po roce 1238) a jeho manželky Gertrudy z Kamence († po roce 1218) a potomek Huga ze Šumburka († po roce 1172). 
Bedřich III. měl bratry Heřmana IV. ze Šumburka († 1301/20), ženatého s Žofií z Lobdeburku, Bedřicha II. ze Šumburka "Starý" († asi 1299/1300), ženatý kolem roku 1282 s Eufémií z Obřan († 1297), Dětřicha I. ze Šumburka († cca 1297), Jindřicha I. ze Šumburka († cca 1309) a sestru Agátu († cca 1282), provdanou za Bohuslava II. z Rýzmburka († cca. 1282).
Dodnes existují linie Schönburg-Waldenburg, Schönburg-Hartenstein a Schönburg-Glauchau.

### Manželství a potomstvo
Bedřich III. ze Šumburka se dne 18. června 1295 v Anagni v italském Laziu oženil se svou příbuznou Mechtyldou z Gery († po roce 1309), dcerou fojta Jindřicha I. z Gery († 1269/1274) a jeho ženy Leukardy z Heldrungenu († 1279). Z jejich manželství se narodilo sedm dětí:  
- dcera (†1333), provdaná za Albrechta (IV.) z Lobdeburg-Leuchtenbergu
- Jindřich († 1328)
- Žofie († 1340), provdaná za Erkenberta ze Starkenburgu († po roce 1347)
- Bedřich Fick (Fritzko) VI. († 1328)
- Heřman V. ze Šumburka-Hluchova († 1335), ženatý s Mechtyldou z Wildenfelsu, paní z Hluchova († po roce 1335)
- Adéla ze Šumburka († 15. června 1342), provdaná za purkrabího Otu I. z Donína († 1239)
- Bedřich V. ze Šumburka-Hluchova († 1352), ženatý s Juditou Leuchtenburskou († po roce 1356)